# ترک‌استریم
ترک‌استریم (ترکی استانبولی: TürkAkım) خط لوله انتقال گاز طبیعی به طول ۱۰۹۰ کیلومتر است، که از شهر آناپا، سرزمین کراسنودار، روسیه آغاز شده و پس از گذر از دریای سیاه، در شهر لوله‌بورگاس، کشور ترکیه پایان می‌یابد. ظرفیت انتقال گاز طبیعی این خط لوله معادل ۸۰ میلیون متر مکعب در روز می‌باشد.